# FS Canis Majoris
FS Canis Majoris (kurz FS CMa) ist ein Stern der Spektralklasse B in einer Entfernung von etwa 2000 Lichtjahren. Er ist der Prototyp der FS-Canis-Majoris-Sterne, welche zu den Eruptiv Veränderlichen Sternen gehören.
Untersuchungen des Spektrums im Jahre 2006 zeigten, dass FS Canis Majoris wohl ein Doppelsternsystem ist. Das System ist zwischen 1250 und 8000 mal heller als die Sonne.